# Francisco Barbosa
Francisco Roberto Barbosa Delgado (Bogotá, 11 de enero de 1974) es un abogado, y académico colombiano. Se desempeñó como fiscal general de la Nación desde el 13 de febrero de 2020 hasta el 13 de febrero de 2024. Fue consejero presidencial para los Derechos Humanos y Asuntos Internacionales desde el 13 de agosto de 2018 y hasta el 30 de enero de 2020, durante el Gobierno de Iván Duque.

## Biografía
Francisco Barbosa nació en Bogotá. Se graduó como abogado de la Universidad Sergio Arboleda (2000), donde era amigo cercano del futuro presidente Iván Duque. En 2010 obtuvo su título de doctorado (PhD) en Derecho Público de l’Université de Nantes en Francia. Asimismo, es especialista en Relaciones Internacionales de la Universidad Jorge Tadeo Lozano (2000) y en Regulación y Gestión de las Telecomunicaciones y Nuevas Tecnologías de la Universidad Externado de Colombia (2007). Realizó estudios de maestría en Historia en la Pontificia Universidad Javeriana (2006) y en Derecho Público de la Universidad Externado de Colombia (2007).
Se ha desempeñado como asesor jurídico en entidades públicas dentro de las ramas ejecutiva, legislativa, judicial y órganos de control. Fue fiscal especializado de la Unidad Nacional de Derechos Humanos entre 2003-2004 de la Fiscalía General de la Nación. Además, fue asesor externo de la Personería de Bogotá, la Gobernación de Cundinamarca, el Centro de Paz y Reconciliación de la Alcaldía de Bogotá, los ministerios de Tecnologías de la Información y las Comunicaciones, Hacienda y Transporte, la Corporación Excelencia en la Justicia y el Senado de la República. A nivel internacional ha sido asesor legal externo del Banco Mundial.
Asimismo, se ha desempeñado como académico de varias universidades. Entre 2014 y 2018 fue columnista de El Tiempo y Ámbito Jurídico. También ha publicado numerosos artículos en revistas especializadas y de divulgación.
Desde el 13 de agosto de 2018 y hasta el 30 de enero de 2020 se desempeñó como consejero presidencial para los Derechos Humanos y Asuntos Internacionales durante el gobierno de Iván Duque. 
El 30 de enero de 2020 fue elegido como fiscal general de la Nación por decisión unánime de la Corte Suprema de Justicia de una terna enviada por el presidente Duque, tomando posesión del cargo el 13 de febrero de 2020 y finalizando el 12 de febrero de 2024. Causó ruido su extrema cercanía con el presidente Iván Duque por las dudas sobre su capacidad para actuar de forma independiente.

## Trayectoria académica
Francisco Barbosa tiene experiencia académica y docente, conferencista e investigador. Se destacan dentro de estos la Universidad Externado de Colombia, la Universidad de los Andes, la Universidad Andina Simón Bolívar de Ecuador, la Universidad Jorge Tadeo Lozano, entre otras.[cita requerida]
Las materias de sus investigaciones han girado en torno al derecho penal internacional, la justicia transicional, la historia constitucional colombiana, el derecho constitucional, el derecho administrativo, la contratación pública y el derecho internacional de los derechos humanos.
Es autor de varios libros entre los que se encuentran '¿Justicia Transicional o Impunidad?, La encrucijada de la paz en Colombia' (2017); 'Del derecho de gentes al derecho humanitario en Colombia, 1821-1995: Debate sobre una idea constitucional' (2013); 'El margen nacional de apreciación y sus límites en la libertad de expresión: Análisis comparado de los sistemas europeo e interamericano de derechos humanos' (2012); 'Historia del derecho público en Colombia' (2007); 'La justicia en el siglo XIX en Colombia' (2007); 'Derecho Civil Bienes’ (2003); y 'Litigio Interamericano: Perspectiva Jurídica del Sistema de Protección de la OEA'. También fue editor de la obra ‘Historia del Derecho Público en Colombia’. Asimismo, ha escrito una larga cantidad de artículos de divulgación científica sobre temas jurídicos. Dentro de su bibliografía también se destaca la publicación en 2001 de la novela La última noche con la editorial Oveja Negra.

## Trayectoria política

### Consejero presidencial
Desde el 13 de agosto de 2018 y hasta el 30 de enero de 2020 fue el consejero presidencial para los Derechos Humanos y Asuntos Internacionales. En cumplimiento de las funciones inherentes a ese cargo se desempeñó como jefe de misión ante organismos internacionales como la Comisión Interamericana de Derechos Humanos, la Corte Interamericana de Derechos Humanos, Naciones Unidas y la Corte Penal Internacional. Asimismo, asesoró la estrategia para atender la crisis migratoria venezolana. Además, y en el marco de sus competencias, adelantó la construcción del Plan Nacional de Acción en Derechos Humanos, el Plan Nacional de Acción de Empresa y Derechos Humanos y la actualización de la Línea de Política Pública en Prevención de Reclutamiento, Uso, Utilización y Violencia Sexual contra niños, niñas y adolescentes, así como el plan de acción que se deriva de este documento.
Inicialmente fue un fiel defensor del acuerdo de paz entre el gobierno colombiano y las FARC-EP. En sus columnas en El Tiempo, escribió en 2015 que “los opositores de la paz deben entender que no es el sometimiento la fórmula para lograrla. La única alternativa para ponerle fin a esta escabrosa guerra es entender de una vez por todas que, más allá de las pugnas políticas, la paz y la justicia prospectiva deben ir de la mano permitiendo la reconciliación. Es el único camino”. Sin embargo, cambió de postura tras su nombramiento como consejero presidencial. En marzo de 2019, fue designado vocero de las objeciones que  Iván Duque presentó al Congreso en contra de la ley que reglamentaba la Jurisdicción Especial para la Paz (JEP). Posteriormente, también se opuso a la política de "paz total" del nuevo presidente Gustavo Petro.

### Fiscal general de la Nación
Barbosa fue elegido como Fiscal General de la Nación por la Corte Suprema de Justicia el 30 de enero de 2020. Con una votación unánime de 16 votos a favor de 16 posibles, el alto tribunal lo escogió entre una terna enviada por el presidente Iván Duque, su amigo personal, desde su época universitaria, y que estaba conformada, además, por Camilo Gómez Álzate y Clara María González. El 13 de febrero de 2020 tomó posesión de su cargo ante el presidente Duque, cargo en el que permanecerá hasta febrero de 2024 según lo ratificado por el Consejo de Estado.
Según cifras de la propia Fiscalía, en este cuatrienio se capturaron y judicializaron 6.689 miembros de estructuras criminales; se apresó a alias Otoniel, jefe del Clan del Golfo; y se obtuvieron 3.579 condenas por hechos relacionados con corrupción. Francisco Barbosa declaró que había hecho “la mejor fiscalía de la historia”. Otros señalan, sin embargo, que no se concretaron grandes avances en casos hito, como el caso Odebrecht. También la Fiscalía archivó el caso Uribe. El manejo del proceso ha despertado críticas con el fiscal general saliente, al que acusan de favorecer a sus amigos. Una de las determinaciones que más se le cuestiona a Barbosa fue el archivo del escándalo conocido como la ñeñepolítica, sobre la supuesta compra de votos en favor de Iván Duque durante la elección presidencial de 2018.
Como fiscal, se distinguió por sus frecuentes choques con el presidente Gustavo Petro, de quien convirtió en un claro crítico. Comparó al primer mandatario con Pablo Escobar y lo calificó como “dictador”, entre otras declaraciones.

#### Presidente de la Asociación Ibero Americana de Ministerios Públicos AIAMP
El 29 de julio de 2022, siendo Fiscal de la Nación de Colombia, Barbosa, fue elegido por unanimidad por 22 Fiscalías y Ministerios Públicos de países iberoamericanos como Presidente de la AIAMP para el periodo 2022 - 2024.

## Controversias

### Investigación por prevaricato
La denuncia que instauró la fiscal Angélica Monsalve contra Francisco Barbosa, por abuso de autoridad y prevaricato fue archivada el miércoles 3 de abril de 2023, por la Comisión de Investigación y Acusación de la Cámara de Representantes bajo el argumento de que no encontraron mérito para abrir un proceso por esta causa.
Según la denuncia interpuesta ante la comisión de acusaciones de la Cámara de Representantes por la Fiscal Angélica Monsalve, Barbosa habría incurrido en prevaricato al solicitar con apremio el envío de la Fiscal al Putumayo en marzo de 2022, en el momento en que desarrollaba una investigación en contra de los Ríos Velilla por presuntas irregularidades y conflicto de interés en la contratación del Recaudo del Transmilenio en Bogotá. Según Barbosa dicho traslado no fue dictaminado como una retaliación o presión indebida sino por una «necesidad de servicio». La fiscal permaneció en Bogotá por razones de seguridad debido a que se conoció información de un plan para atentar contra su vida.

### Viaje a San Andrés
La Comisión de Acusación no encontró que el vocero de la Fiscalía haya incurrido en un delito o falta disciplinaria con el viaje a la isla que realizó en junio del 2020, en plena cuarentena por Covid-19, por lo que la investigación fue archivada.
En julio de 2020, estando vigente en Colombia aislamiento obligatorio por la Pandemia de COVID-19 se conoció que el fiscal Barbosa había viajado en el avión de la fiscalía a la isla de San Andrés durante un puente festivo del 26 al 29 de junio de 2020, en compañía de su esposa, su hija y una amiga de ella, si bien el fiscal afirmó que el viaje se dio por motivos laborales y que su comitiva "ni siquiera salió de la habitación", se viralizaron vídeos publicados por Noticias Uno donde se ve a las acompañantes del fiscal de compras en la isla, en un periodo donde regía el aislamiento obligatorio estaba vigente, por lo que les abrieron una tienda solo para ellas, en clara contradicción de la versión inicial dada por el fiscal. En la comisión de acusación de la Cámara de Representantes de Colombia se abrió una investigación sobre estos hechos, que fue archivada pocos meses después. A pesar de ello, se hizo mucho eco en la opinión pública de tales hechos, especialmente por cuanto el fiscal señaló que seguiría llevando a su hija de viaje en el avión oficial, cada que pudiera, alegando que "primero que fiscal general, soy padre".

### Traslado de fiscales
Durante la fiscalía Barbosa han sido recurrentes los sucesos donde fiscales que alcanzan reconocimiento público por llevar casos de gran importancia contra sindicados de alto perfil, terminan siendo reubicación a zonas apartadas del país, especialmente zonas con graves problemas de orden público, lo que ha motivado la renuncia de algunos fiscales y sendos escándalos en medios de comunicación; destacan los casos de: 
Fiscal Daniel Cardona
El fiscal Daniel Cardona, quien llevaba el caso contra el hijo del exgobernador de Antioquia Luis Alfredo Ramos por supuestas coimas a un fiscal de la república, renunció a su cargo, después de ser trasladado intempestivamente al municipio de Tumaco, en Nariño.
Fiscal Jaime Zetien
El fiscal Jaime Zetien, quien instruía un caso por una querella por injuria que había instaurado el periodista Daniel Coronell contra Álvaro Uribe Vélez por un trino donde Uribe lo acusaba de ser narcotraficante, fue trasladado de su cargo como fiscal auxiliar ante la Corte Suprema de Justicia de Colombia a un cargo en la ciudad de Cúcuta, Norte de Santander
Fiscal Angélica Monsalve
En marzo de 2022, varios medios de comunicación hicieron público que la fiscal Angélica Monsalve había sido trasladada a un municipio del departamento del Putumayo como supuesto castigo por decidir imputarle cargos a unos poderosos empresarios de la ciudad de Bogotá, pertenecientes a la familia Ríos Velilla. El escándalo adquirió mayor notoriedad cuando se descubrieron audios que corroboraban las presiones que había sufrido la fiscal para que desistiera de su idea de llamar a imputación de cargos a los investigados pocos días antes de ser trasladada. La situación escaló a un punto en que un relator de la ONU para la independencia de los fiscales y los jueces cuestionó públicamente los traslados, calificándolos de "grave inferencia indebida en la búsqueda de la justicia".

### Enfrentamiento con Juan Diego Alvira
En enero de 2022, el fiscal Barbosa citó a los medios de comunicación a una rueda de prensa para mostrar los resultados frente al caso del homicidio del famoso estilista y maquillador Mauricio Leal, el cual fue resuelto por investigadores de la fiscalía en pocos días. Durante tal rueda de prensa, el fiscal Barbosa, visiblemente emocionado, llegó a manifestar que "si hubiésemos investigado de esta manera casos emblemáticos e históricos como el caso Colmenares la Fiscalía lo hubiese podido resolver en 20 o 25 días” afirmación que llevó a Luis Colmenares, padre de la víctima de tal caso, a tildar de "payaso" al fiscal y a una amplia ola de indignación nacional, acompañada de varios días de memes y burlas al fiscal, situación bastante atípica en un país donde la fiscalía solía ser una de las instituciones más apreciadas y respetadas por la opinión pública. En el marco de tal rueda de prensa, una periodista de Noticias CARACOL le hizo al fiscal Barbosa una pregunta de parte de Juan Diego Alvira:

“Definitivamente felicitamos la acción investigativa de la Fiscalía en este caso, que dio este importante resultado, pero ¿Por qué no se da celeridad a otras investigaciones como: masacres, asesinatos de ciudadanos de a pie y cientos de casos de corrupción que aún están sin resolver? ¿Qué es lo que pasa, por qué no se da esta misma celeridad?”

Frente a esa pregunta, el fiscal Barbosa, visiblemente molesto, envío a estudiar "un poquito" al periodista, señalando expresamente que:

“Yo lo remito a que estudie un poquito lo que nosotros hacemos en la Fiscalía, porque no puede haber en este momento frases tan desafortunadas y preguntas tan desafortunadas”

Posteriormente, realizó un amplio recuento de los casos que había resuelto la fiscalía durante su gestión, con especial énfasis en casos de masacres, llamadas por él "homicidios colectivos" y reiteró que los periodistas podían hacer preguntas, pero que esperaba que estudiaran antes de hacerlas. Respuesta que fue calificada como "regaño" por parte de algunos medios de comunicación.
Como respuesta, el periodista realizó un especial en el noticiero de la mañana, titulado "Juan Diego Alvira estudia las cifras sobre asesinato de líderes sociales: grave panorama" donde, basado en cifras del gobierno nacional, particularmente del ministro de justicia y del defensor del pueblo, concluía que el panorama de impunidad del país era muy grave, toda vez que solo el 3% de las denuncias por presuntos delitos terminaban en condenas. Tal especial gozó de gran acogida en el público en general, con varios medios destacando el rigor del periodista al momento de responder los cuestionamientos del fiscal Barbosa.

### Denuncias por uso indebido de recursos públicos
En septiembre de 2022, el columnista de la revista Cambio, Yohir Akerman, denunció lo que podría ser un uso indebido de recursos públicos por parte del fiscal Barbosa, ya que según el columnista, el fiscal tenía asignados escoltas y camionetas a sus dos perros para pasearlos. El fiscal admitió que era cierto y que continuaría haciéndolo.
En noviembre de 2022 la revista Cambio denunció que Barbosa asignaba el trabajo de limpieza y otras labores domésticas en su residencia privada a personal de limpieza de un contratista pagado por la Fiscalía, además de denuncias de posible maltrato laboral de dichas personas. Barbosa desestimó las acusaciones y dijo que investigaría quienes son responsables de filtrar dicha información a la prensa.
En junio de 2023, la Comisión de Acusación de la Cámara de Representantes tomó la decisión no continuar con el proceso debido a que el denunciante, perteneciente a la Red de Veedurias Ciudadanas, no realizó la ampliación de denuncia correspondiente.
En febrero de 2024, a pocos días de finalizar su mandato, el portal La Silla Vacía, reportó que Barbosa había puesto placas ilegales en varias sedes regionales donde resaltaba la adecuación de dichas sedes bajo su administración y en su nombre. Dicha práctica está prohibida por decreto de ley por lo que las placas son consideradas ilegales, y se denunció que en muchos casos no existió ningún tipo de gestión de mejoras sustanciales de las sedes sino trasteos de un edificio a otro o pequeñas adecuaciones de rutina como reparar un baño que no funcionaba o pintar una pared. Igualmente se le criticó por haber destinado ciento ochenta millones de pesos para la publicación de una obra impresa de 11 tomos redactados por su equipo de comunicaciones en los cuales se detalla su gestión como fiscal general y de las cuales se imprmieron cinco mil quinientas copias.

## Publicaciones
Libros
- ¿Justicia Transicional o Impunidad?, La encrucijada de la paz en Colombia' (2017)[50]
- Del derecho de gentes al derecho humanitario en Colombia, 1821-1995: Debate sobre una idea constitucional (2013)[51]
- El margen nacional de apreciación y sus límites en la libertad de expresión: Análisis comparado de los sistemas europeo e interamericano de derechos humanos (2012)[52]
- Historia del derecho público en Colombia (2007)[53]
- La justicia en el siglo XIX en Colombia (2007)[54]
- Derecho Civil Bienes (2003)[55]
- Litigio Interamericano: Perspectiva Jurídica del Sistema de Protección de la OEA (2002).[56]
- La Última Noche (2001) (Novela)[57]

Como editor
- Historia del Derecho Público en Colombia. (2012)[53]

Como escritor de artículos
- La memoria, la historia y el derecho a la verdad en la Justicia Transicional en Colombia: una paradoja irresoluble en el conflicto armado colombiano (2013).[58]
- El servicio y acceso universal en el derecho de las telecomunicaciones y su aplicación en la libertad de expresión (2012).[59]
- El desafío europeo: entre la crisis económica y la amenaza a sus pilares de unidad política y cultural (2012).
- La democracia: un concepto base dentro de los sistemas de protección de los derechos humanos (2011).[60]
- Los diálogos de la libertad de expresión: fundamentos filosóficos dentro del derecho internacional de los derechos humanos (2011).[61]
- El margen nacional de apreciación en el derecho internacional de los derechos humanos: entre el estado de derecho y la sociedad democrática (2011).[62]
- Del derecho de gentes al derecho humanitario 1821-1863: Constitucionalización de los límites a la discrecionalidad estatal (2011).[51]
- El derecho, la literatura y la historia en el sueño del celta (2011).[63]
- Los límites a la doctrina del margen nacional de apreciación en el Tribunal Europeo y la Corte Interamericana de Derechos Humanos: intervención judicial en torno a ciertos derechos de las minorías étnicas y culturales (2011).[64]
- El principio de laicidad en la educación en Francia y en el Tribunal Europeo de Derechos Humanos (2011).[65]
- La censura indirecta dentro de los sistemas de protección de derechos humanos: la cara oculta de la libertad de expresión (2009).[66]
- El primer proceso criminal con jurados en 1851, generador de un imaginario de justicia en la Nueva Granada (2006).[67]
- El servicio y acceso universal en el derecho de las telecomunicaciones, en: Revista de Derecho Comunicaciones y Nuevas Tecnologías (2006).[68]
- Sanciones para los contratistas o asesores en el derecho público en Colombia (2005).
- El sistema acusatorio y los derechos humanos (2004).
- Refugio y asilo en el marco del derecho internacional (2002).
- La jurisdicción penal universal en el derecho internacional (2001).
- Guerra: Una puerta abierta hacia el infierno (2001).
- Aplicabilidad de los derechos humanos y del derecho internacional humanitario: jus cogens y beligerancia en el conflicto armado colombiano (2001).
- Diplomacia fallida, caso de San Andrés y Providencia: omisiones de la defensa (2013).[69]
- Políticas públicas y la Constitución del 91: Desafíos en el Estado Social de Derecho (2011).[70]